# Trudovoie (Sakhalín)
|  | Per a altres significats, vegeu «Trudovoie». |

Trudovoie (en rus: Трудовое) és un poble de l'óblast de Sakhalín, a l'Extrem Orient de Rússia, que el 2013 tenia 44 habitants. Pertany al districte de Poronaisk.